# Ponte Caffaro
Ponte Caffaro ([ˈpontɛ ˈkafːaro], „Brücke über den Caffaro“) ist ein Ort an der Nordspitze des Idrosees in einer Höhe von 379 m s.l.m. Er ist eine Fraktion der Gemeinde Bagolino, in der Provinz Brescia. 
Der Fluss Caffaro bildet an seiner Brücke die Grenze zwischen den Regionen Lombardei und Trentino-Südtirol und war bis 1919 die Grenze zwischen Österreich und Italien. Hier münden die beide Flüsse Chiese und Caffaro in den Idrosee, den sie – neben einigen anderen kleinen Zuflüssen – speisen.
Ponte Caffaro und Umgebung sind ein beliebtes Tourismusziel. Neben der Landschaft um den See kann die Ortschaft auf eine jahrhundertealte Geschichte zurückblicken. Der Habsburger Rudolf II. besaß eine heute nicht mehr erhaltene Sommerresidenz in der Nähe des Ortes.